# Mathieu Claude
Mathieu Claude (Niort, 17 marzo 1983) è un ex ciclista su strada francese.

## Palmarès

### Strada
- 2003 (Vendée U-Pays de la Loire, due vittorie)

La Côte Picarde
Parigi-Tours Espoirs
- 2004 (Vendée U-Pays de la Loire, due vittorie)

Tour d'Eure-et-Loir Espoirs
3ª tappa Boucles de la Mayenne (Louverné > Montsûrs)

## Piazzamenti

### Grandi Giri
- Giro d'Italia

2005: 147º
2010: ritirato (20ª tappa)
- Vuelta a España

2006: ritirato (9ª tappa)
2007: ritirato (3ª tappa)

### Classiche monumento
- Milano-Sanremo

2005: ritirato
2010: 119º
- Giro delle Fiandre

2007: ritirato
2009: 102º
2010: ritirato
- Parigi-Roubaix

2006: 89º
2007: ritirato
2009: ritirato
2010: 19º
2011: 62º
- Giro di Lombardia

2005: ritirato

### Competizioni mondiali
- Campionati del mondo

Lisbona 2001 - In linea Junior: 65º

### Competizioni europee
- Campionati europei

Otepää 2004 - In linea Under-23: 32º